# Peter Strohm
Peter Strohm  è una serie televisiva tedesca in 63 episodi trasmessi per la prima volta nel corso di 5 stagioni dal 1989 al 1996.
È una serie del genere thriller incentrata sui casi affrontati da Peter Strohm, ex detective ad Amburgo poi diventato investigatore privato.

## Personaggi e interpreti
- Peter Strohm (63 episodi, 1989-1996), interpretato da	Klaus Löwitsch.
- Wegener (6 episodi, 1989-1996), interpretato da	Ulrich von Dobschütz.
- Maria Callari (3 episodi, 1991-1995), interpretato da	Michèle Marian.
- Empfangschef (3 episodi, 1989-1991), interpretato da	Emilio De Marchi.
- Hanna Kriebeck (2 episodi, 1989-1991), interpretata da	Katrin Schaake.
- dottor Hans Galm (2 episodi, 1991-1995), interpretato da	Hans-Jörg Assmann.
- Faber (2 episodi, 1989-1991), interpretato da	Holger Mahlich.
- Jean-Paul Brubeck (2 episodi, 1989-1991), interpretato da	Matthias Ponnier.
- Heike Jensen (2 episodi, 1989), interpretata da	Angelika Bartsch.
- Herta Meier (2 episodi, 1991-1996), interpretata da	Constanze Engelbrecht.
- Bechtler (2 episodi, 1991-1995), interpretato da	Falk Schweikhardt.

## Produzione]
La serie fu prodotta da Bayerischer Rundfunk, Norddeutscher Rundfunk e Sender Freies Berlin  Le musiche furono composte da Frank Luchs, Jürgen Wolter, Roland Baumgartner, Martin Haas e Robert Sattler.

### Registi
Tra i registi della serie sono accreditati:
- Pete Ariel (8 episodi, 1991-1992)
- Sigi Rothemund (6 episodi, 1989-1991)
- Ilse Hofmann (5 episodi, 1989)
- Martin Gies (3 episodi, 1991)
- Franz Novotny (3 episodi, 1995)
- Lutz Büscher (2 episodi, 1989-1991)
- Werner Woess (2 episodi, 1989-1991)
- Rainer Bär (2 episodi, 1991-1996)
- Sylvia Hoffmann (2 episodi, 1991-1995)
- Kurt W. Oehlschläger (2 episodi, 1991-1995)
- Peter Kahane (2 episodi, 1995-1996)
- Kai Wessel (2 episodi, 1995)
- Hans Noever (2 episodi, 1996)

## Distribuzione
La serie fu trasmessa in Germania dal 4 gennaio 1989 al 2 aprile 1996 sulla rete televisiva ARD. In Italia ne sono stati trasmessi 27 episodi nel 1998 su Rete 4 con il titolo Peter Strohm.

## Episodi
| Stagione         | Episodi    | Prima TV Germania | Prima TV Italia |
| ---------------- | ---------- | ----------------- | --------------- |
| Prima stagione   | Pilot + 13 | 1989              |                 |
| Seconda stagione | 13         | 1991              |                 |
| Terza stagione   | 11         | 1991-1992         |                 |
| Quarta stagione  | 14         | 1995              |                 |
| Quinta stagione  | 11         | 1996              |                 |